# Emma Ann Reynolds
Emma Ann Reynolds (1862-1917) fue una profesora afroestadounidense que deseaba atender las necesidades de salud de su comunidad. Como se le negó la entrada a las escuelas de formación de enfermeras debido al racismo, influyó para la creación del Hospital Provident en Chicago y fue una de sus primeras cuatro graduadas de enfermería. Continuando con su educación se convirtió en médica y como tal trabajó en Texas, Luisiana y Washington D. C., antes de instalarse permanentemente en Ohio.

## Biografía
Emma Ann Reynolds nació el 3 de agosto de 1862 en Frankfort, condado de Ross, Ohio, era hija del matrimonio formado por Sarah Jones y William Reynolds. Después de completar su educación en la Universidad Wilberforce, se mudó a Kansas City, Misuri, donde cuatro de sus hermanos vivían y trabajaban. Mientras se dedicaba a la enseñanza descubrió las necesidades de salud de la comunidad afroestadounidense, por lo que intentó inscribirse en la escuela de enfermería de Chicago. Se le negó repetidamente la entrada porque era negra. Buscó la ayuda de su hermano, el clérigo Louis H. Reynolds, pastor de la Iglesia Episcopal Metodista Africana St. Stephensen del lado oeste de Chicago, los dos se acercaron al conocido doctor Daniel Hale Williams en diciembre de 1890. Williams había reconocido previamente la necesidad de personal de enfermería capacitado y camas de hospital para pacientes negros, así como de oportunidades de empleo para residentes, médicos y cirujanos. La necesidad de Reynolds impulsó la decisión de que en lugar de utilizar su influencia para ayudarla a ingresar a un centro de capacitación de enfermeras blancas, debería convencer a la comunidad negra de fundar su propio hospital. El Hospital Provident abrió sus puertas en mayo de 1891, con el objetivo de permitir personal y pacientes interraciales, así como establecer una escuela para enfermeras de cualquier raza.
Reynolds se matriculó en la primera clase de enfermería, completando su entrenamiento dieciocho meses más tarde, y se graduó el 27 de octubre de 1892, junto con Bertha I. Estes, Florence Phillips y Lillian E. Reynolds. El mismo año de su graduación se inscribió en la Escuela Femenina de Medicina de la Universidad Northwestern, como la primera estudiante negra de la escuela. Fue la primera mujer afroestadounidense en completar la capacitación cuando se graduó en 1895. Después de su graduación y hasta 1896, Reynolds trabajó como supervisora de la escuela para enfermeras, antes de comenzar su internado en el Paul Quinn College en 1896. Dos años más tarde se mudó a Nueva Orleans, donde a pesar del racismo permaneció hasta julio de 1900. Mientras vivió en Nueva Orleans fue una integrante activa del Woman's club movement, sirviendo como oficial del capítulo estatal para gente de color de la Unión Cristiana de Mujeres por la Templanza y del Afro-American Woman's Club de Nueva Orleans. Fundó y organizó la Asociación de Enfermeras Visitantes bajo el amparo del club de mujeres para proporcionar enfermería gratuita a los pobres.
El 23 de julio de 1900, Reynolds tomó lo que inicialmente iba a ser una posición temporal por tres meses como jefa de enfermería del hospital de la Universidad de Howard. Permaneció en el Freedman's Hospital hasta 1901, trabajando en el área de nutrición de la facultad de enfermería, pero al año siguiente regresó a Ohio para cuidar a sus padres enfermos. Estableció su consulta médica en Sulphur Lick, Ohio, donde trabajó hasta su muerte.

## Muerte y legado
Reynolds murió de una enfermedad cardíaca el 11 de enero de 1917 en el municipio de Huntington, condado de Ross, Ohio, y fue enterrada en el cementerio Davis cerca de Waverly, Ohio, el 13 de enero. La Asociación de Exalumnos de Enfermería del Hospital Provident erigió una lápida en su honor en el cementerio Greenlawn de Frankfort en 1990. Reynolds fue incluida en el Chillicothe-Ross County Women’s Hall of Fame en 1991, en reconocimiento a sus contribuciones médicas, y fue incluida en el Ohio Women's Hall of Fame en 1994. Fue reconocida como pionera por la Cámara de Representantes de los Estados Unidos durante el Mes de la Mujer en 2001.